# صليب فيكتوريا
 صليب فيكتوريا  هو أعلى وسام عسكري بريطاني، ويمنح لأفراد القوات المسلحة الذين يظهرون شجاعتهم في مواجهة قوات العدو، ويمنح للعسكريين من أي من دول الكومنولث والمستعمرات السابقة للإمبراطورية البريطانية. ويجوز منحه لأي رتبة عسكرية في أي سلاح وللمدنيين الخاضعين للقيادة العسكرية. في المملكة المتحدة، يقوم عادةً العاهل البريطاني بتقليد الوسام للشخص الممنوح له الوسام أو لأحد أقاربه في حفل في قصر بكنغهام. وفي البلدان التي تخضع للتاج البريطاني، يقوم الحاكم العام عادةً بنفس المهمة. يعد هذا الوسام أعلى جائزة للشجاعة في المملكة المتحدة مع صليب جورج الذي يعادله، ولكنه يمنح للشجاعة ولكن في الحالات الأخرى غير مواجهة العدو. ومع ذلك، فصليب فيكتوريا هو الأعلى في الترتيب من حيث أولوية الارتداء، حيث يتحتم ارتدائه أولاً في حالة أن الفرد حاصل على كلا الوسامين، وهو ما لم يحدث حتى الآن.
كان أول ظهور لصليب فيكتوريا في 29 يناير 1856، عندما منحته الملكة فيكتوريا كمكافأة لمن أظهروا البسالة في مواجهة العدو خلال حرب القرم. ومنذ ذلك الحين، منح وسام 1356 مرة إلى 1353 شخص. ومنذ الحرب العالمية الثانية، لم يمنح الوسام سوى 13 مرة فقط، تسع لأعضاء في الجيش البريطاني، وأربعة للجيش الأسترالي. نظرًا لندرته، فقد يصل ثمنه إلى أكثر من 400,000 £ في المزاد العلني. ومنذ عام 1990، صنعت ثلاث من دول الكومنولث التي تخضع للتاج البريطاني، صليب فيكتوريا الخاص بها. ونتيجة لذلك، عادةً ما يشار إلي صليب فيكتوريا الأصلي باسم «صليب فيكتوريا الكومنولث» أو «صليب فيكتوريا الإمبراطوري»، لتمييز عن النسخ الأخرى.